# Lasioglossum eurasicum
Lasioglossum eurasicum är en biart som beskrevs av Ebmer 1972. Lasioglossum eurasicum ingår i släktet smalbin, och familjen vägbin. Inga underarter finns listade i Catalogue of Life.